# 奧斯特里夫希納
48°52′3″N 36°38′2″E / 48.86750°N 36.63389°E
奧斯特里夫什奇納（烏克蘭語：Острівщина）是位於烏克蘭東部的村莊，由哈爾科夫州洛佐瓦區的布利茲紐基市鎮負責管轄。該村始建於1922年，面積0.86平方公里，海拔高度177米，2001年人口328，人口密度每平方公里381.4人。